# 青山蜗牛
青山蜗牛（学名：Leptopoma nitidum），又名青身陸田螺，是山蜗牛科青山蜗牛属 的一個陸生但有鰓和螺厣的腹足綱軟體動物的物種。
山蜗牛科舊屬中腹足目，今屬原始紐舌目。

## 分佈
本物種見於臺灣全島、琉球群島（包括奄美群島、沖繩諸島、宮古諸島、八重山諸島）、巴布亞新畿內亞及印尼等各地。然而，在奄美群島（奄美大島、德之島、与論島）相信已滅絕。
在台灣，本物種只分佈於臺灣南部及東部低海拔的樹林中，棲息在枝葉上。

## 生態及棲息地
主要棲息地位於石灰岩地域內的森林，但也會在公園、農地等人類生活場所的周邊地區出現。作為一種樹棲的蝸牛，本物種生活於樹幹表面及葉片的背面。常見於艷山薑及姑婆芋等草本植物之上。冬季時會在林床的落葉、落枝等落下物內生活。可以以樹皮等物品作餌來吸引本物種。

## 形態描述
螺殼呈漂亮的青綠色，使之很容易跟其他蝸牛分別出來。成體殼寬約1.3到1.6公分，殼高約1.4到1.6公分。殼層比較薄，為圓錐形，體螺層膨大，殼表光滑，螺層約5~6層，呈右旋，臍孔小而深。殼口多呈圓形，成體的殼唇外翻，帶有黃褐色圓形口蓋；露出於殼外的軟體呈灰白色，頭部及細長的觸角顏色較深，黑色的眼睛位於觸角基部。
若在野外撿到青山蝸牛的空殼，會發現美麗的青綠色褪去了，剩下半透明的乳白色空殼。原來青山蝸牛的青綠色彩來自於其外套膜，一旦蝸牛死亡或被吃掉，外套膜失去養分，就逐漸死亡，遺下乳白色的死殼。

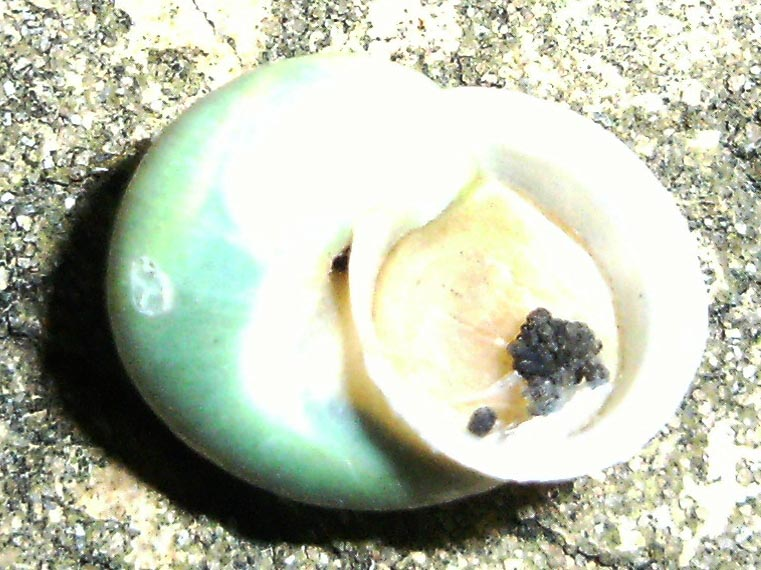
本物種的螺殻連同其口蓋

本物種雌雄異體，雌性體型大於雄性，本物種只有一對觸角，眼睛位於觸角基部。

## 外部連結
- [微小貝殼資料庫].   [2017-05-12]. （原始内容存档于2009-06-05） （日语）.